# St. Laurentius (Holzen)

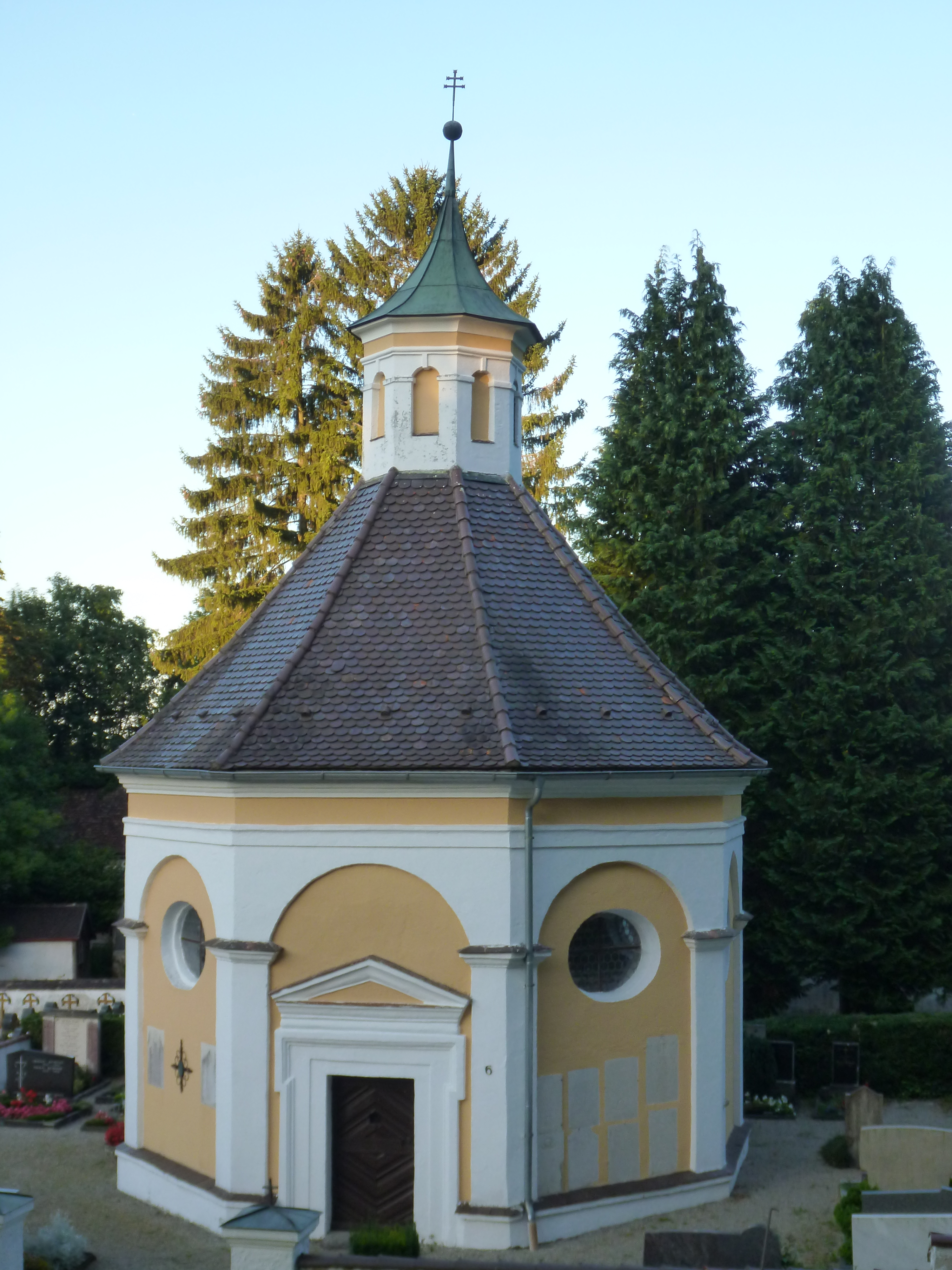
St. Laurentius in Holzen

Die römisch-katholische Kapelle St. Laurentius steht auf dem Platz der alten Klosterkirche von Holzen, einem Gemeindeteil von Allmannshofen im schwäbischen Landkreis Augsburg in Bayern. Das Bauwerk ist in der Liste der Baudenkmäler in Allmannshofen als Baudenkmal unter der Nr. D-7-72-114-10 eingetragen. Die Kapelle gehört zum Bistum Augsburg.

## Beschreibung
Die Kapelle wurde 1707 von dem einheimischen Maurermeister Hans Georg Radmiller erbaut. Es ist ein oktogonaler Zentralbau mit rundbogigen Blendnischen an den Wänden und Pilastern an den Ecken. Darauf sitzt ein achtseitiges Zeltdach, das von einer Laterne gekrönt wird.
Zur Kirchenausstattung gehört ein um 1730 gebauter Altar, dessen Altarretabel 1880 mit einer Darstellung des Laurentius von Rom bemalt wurde.